# Алексеев, Владимир Абрамович
Влади́мир Абра́мович Алексе́ев (настоящая фамилия — Розенште́йн; 1910 — 2000) — советский сценарист. Лауреат Сталинской премии второй степени (1952).

## Биография
В. А. Розенштейн родился 1 (14 июля) 1910 года в Богуславе (ныне Киевская область Украины). Участвовал в деятельности Харьковского ТРАМа (1930). Работал ассистентом режиссёра, вторым режиссёром и сценаристом в фильмах кинорежиссёра Л. Д. Лукова.
Работал на киностудии «Украинфильм» (Киев) и других киностудиях. Автор сценариев ко многим довоенным кинофильмам.
Умер 22 октября 2000 года в Москве. Похоронен на Востряковском кладбище.

## Награды и премии
- Сталинская премия второй степени (1952) — за сценарий фильма «Донецкие шахтёры» (1950)

## Фильмография
| Сценарист | Сценарист                                        | Сценарист                             | Сценарист |
| Год       | Название                                         | Режиссёр                              |           |
| --------- | ------------------------------------------------ | ------------------------------------- | --------- |
| 1966      | Нужный человек                                   | Б. Долинов                            |           |
| 1964      | Буря над Азией                                   | Камиль Ярматов                        |           |
| 1963      | Выстрел в тумане (совместно с М. Б. Маклярским)  | Анатолий Бобровский и Александр Серый |           |
| 1958      | Голубая стрела (совместно с В. М. Черносвитовым) | Леонид Эстрин                         |           |
| 1955—1956 | Тайна двух океанов                               | Константин Пипинашвили                |           |
| 1955      | К новому берегу (совместно с Л. Д. Луковым)      | Леонид Луков                          |           |
| 1950      | Донецкие шахтёры (совместно с Б. Л. Горбатовым)  | Леонид Луков                          |           |
| 1938      | Директор                                         | Леонид Луков                          |           |
| 1934      | Молодость                                        | Леонид Луков                          |           |
| 1931      | Корешки коммуны                                  | Леонид Луков                          |           |